# Gulnäbbad amazon
Gulnäbbad amazon (Amazona collaria) är en hotad fågel i familjen västpapegojor inom ordningen papegojfåglar. Den förekommer enbart på Jamaica. IUCN kategoriserar den som sårbar.

## Utseende och läte
Gulnäbbad amazon är en 28 cm lång knubbig papegoja. Fjäderdräkten är grln med vitt på tygeln och i pannan, blått på hjässan och rosa på strupen och övre delen av bröstet. Vingpennorna är blåaktiga och näbben gul. Svartnäbbad amazon som också förekommer på Jamaica är mindre och mer fämpad i färgerna med svart istället för gul näbb. Bland lätena hörs ljusa "tah-tah-eeeeep" och trumpetande "tuk-tuk-tuk-taaah".

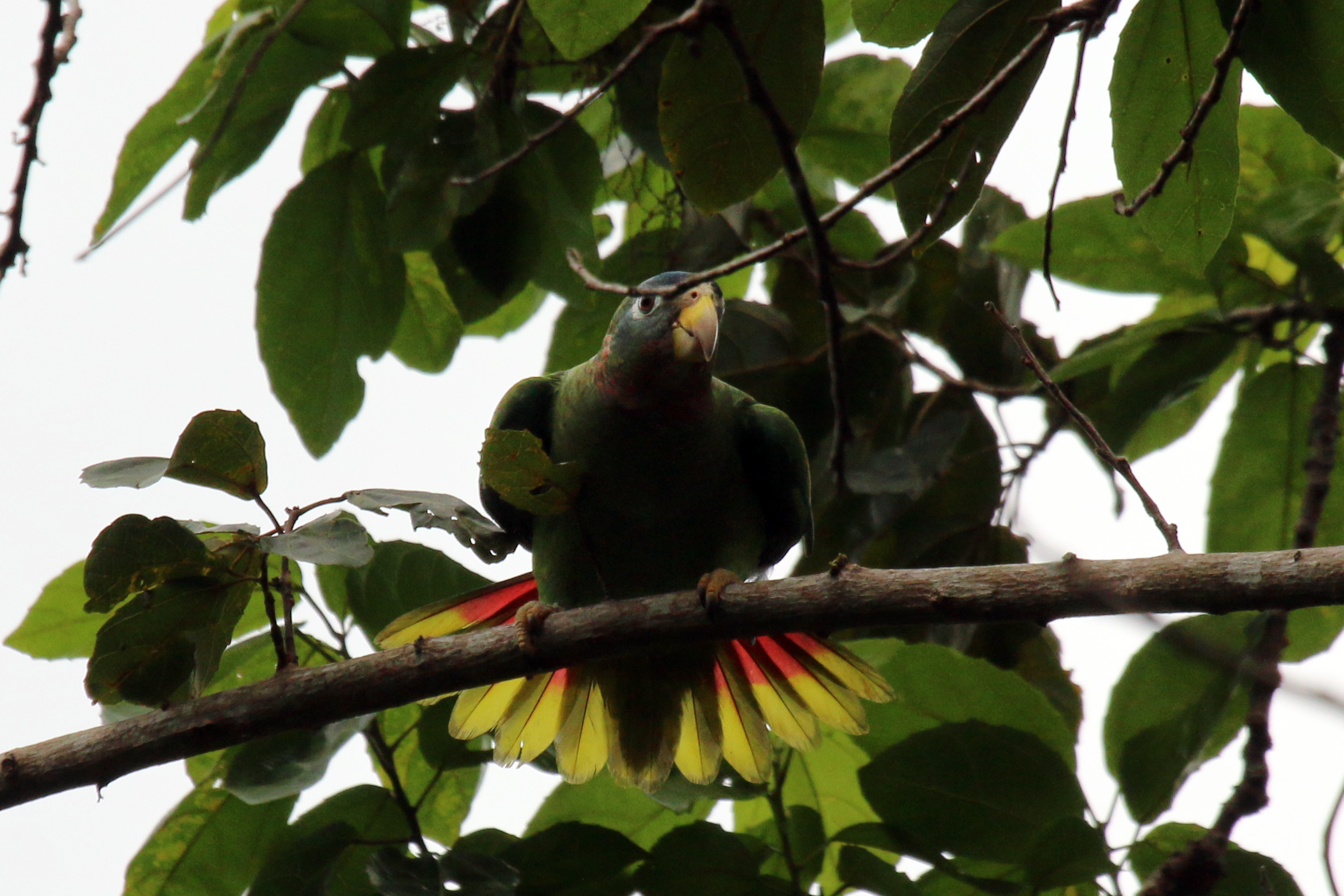

## Utbredning och systematik
Fågeln förekommer i regnskog på Jamaica. Den behandlas som monotypisk, det vill säga att den inte delas in i några underarter.

## Levnadssätt
Gulnäbbad amazon hittas i fuktig karstskog upp till 1200 meter över havet. Den kan dock flyga långa avstånd till födoplatser, ända ner till plantage på havsnivån. Häckning sker från mars till augusti i trädhål och ibland klippskrevor.

## Status och hot
Gulnäbbad amazon har en liten världspopulation bestående av uppskattningsvis endast 6 000–15 000 vuxna individer. Den tros också minska i antal till följd av habitatförlust och fångst för burfågelindustrin. Den är därför upptagen på internationella naturvårdsunionen IUCN:s röda lista över hotade arter, kategoriserad som sårbar (VU).

## Taxonomi och namn
Gulnäbbad amazon beskrevs taxonomiskt som art av Linné 1758. Det vetenskapliga artnamnet collaria betyder "försedd med halsband". Släktesnamnet Amazona, och därmed det svenska gruppnamnet, kommer av att Georges-Louis Leclerc de Buffon kallade olika sorters papegojor från tropiska Amerika Amazone, helt enkelt för att de kom från området kring Amazonfloden. Ursprunget till flodens namn i sin tur är omtvistat. Den mest etablerade förklaringen kommer från när kvinnliga krigare attackerade en expedition på 1500-talet i området ledd av Francisco de Orellana. Han associerade då till amasoner, i grekisk mytologi en stam av iranska kvinnokrigare i Sarmatien i Skytien. Andra menar dock att namnet kommer från ett lokalt ord, amassona, som betyder "förstörare av båtar".